# Pitääkö mun kaikki hoitaa?
Pitääkö mun kaikki hoitaa? é um curta-metragem finlandês de 2012 dirigido por Selma Vilhunen. Como reconhecimento, foi nomeado ao Oscar 2014 na categoria de Melhor Curta-metragem.